# 半場友惠
半場友惠（日语：／ Hanba Tomoe，1972年6月9日—），日本女性配音員。出身於東京都。ARTSVISION所屬。身高150cm。O型血。

## 人物
她畢業於日本播音演技研究所。興趣、特長：飼育松鼠、游泳。
她飾演從開朗活潑的女孩到充滿活力的少女。
曾與本優子、倉田雅世、高木禮子組成由4名身長嬌小的成員組成聲優組合。

## 演出
粗體字表示主要角色。

### 電視動畫
1996年
- 勇者指令達古王（少年）

1997年
- 蠟筆小新（1997年—2000年，卓也、女服務生）
- 勇者王我王凱牙（1997年—2005年，卯都木命[9]／機界新種〈佐弩達機器人〉[10]、比納斯）2系列[系列 1]
- 橫行太保（女子、友人 壹、顧客、愛原惠、女學生、彩方站隊病態休克、客群、小學生、小孩、伊部的追隨者 等）
- VIRUS ‐VIRUS BUSTER SERGE‐（日语：VIRUS）（女性記者、女性C）
- 烙印勇士 (1997年版)（科雷特）
- 深海傳說美人魚（日语：深海伝説MEREMANOID）（荷西）

1998年
- 魔法陣都市（少女）
- 神化嬌嬌女 (新版)（仁美、千代子）
- 熱沙霸王甘達拉（日语：熱沙の覇王ガンダーラ）（琳達）
- 時空轉抄納斯卡（護衛女性）
- 超魔神英雄傳（素立蔽）
- 快傑蒸汽偵探團 TV ANIMATION SERIES（少女）
- 秀逗博士（夏樹）

1999年
- 微星小超人（日语：ミクロマン・マグネパワーズ）（水澤麻美[11]）
- 機械女神J to X（艾莉務）
- 炸彈人 彈珠人爆外傳V（妖精寶）
- 天生一對（甘糟真希）
- 伊索世界（尚康）
- ∀鋼彈（芙雷克爾）
- 麻辣教師GTO（太田秀美）
- 格鬥小霸王（琳）

2000年
- 霹靂酷樂貓（岡田千惠子）
- 女神候補生（芙爾弗雷拉·蒂德）
- 學校怪談（2000年—2001年，二宮金次郎像、清原美園）

2001年
- 永恆傳奇 THE ANIMATION（米尼瑪）
- 辣妹當家（君鳥）
- 妹妹公主（2001年—2002年，四葉[12]）2系列[系列 2]
- 光劍星傳EX（普莉西絲·F·諾曼）
- 最終幻想：無限（2001年—2002年，咕啵、敖龍族[13]）
- 銀河五虎將 FRACTIONS OF THE EARTH（日语：ガイスターズ FRACTIONS OF THE EARTH）（傑·坦納）
- 心之圖書館（深海美里）

2002年
- 哈姆太郎（栗原麗麗娜〈第2代〉）
- 神奇寶貝（洛可可）
- 驚爆危機！（內田麻由子）
- 通靈王 (2001年版)（馬琪）
- 陸上防衛隊（築島空子）
- 東京喵喵（西園寺甘娜、只野五月）
- 彩夢芭蕾（哈米亞）
- 灰羽連盟（純香[14]）
- 星之卡比（2002年—2003年，希莉卡）

2003年
- 神奇寶貝超世代（2003年—2006年，玲子、和輝、雨翅蛾、傑尼龜、魔尼尼〈代演〉 等）
- 高機動幻想 ～嶄新之行軍歌～（日语：ガンパレード・マーチ 〜新たなる行軍歌〜）（森精華）
- 魔法使的條件（多佳子的兒子）
- 人生交叉點（菊島明美）
- 廢棄公主（素茵、夕紫）
- GAD GUARD（伊莎）
- 最後流亡（魯修拉[15]、多妮雅的弟弟）
- 原子小金剛 (2003年版)（西野達夫）
- 陽光伴我行。（日语：まっすぐにいこう。）（空）
- 呢間學校有古怪（2003年—2004年，雜音、漆黑）
- 波波羅古洛伊斯（2003年—2004年，露娜）

2004年
- 我要上太空（柴田笠）
- 偵探學園Q（真琴）
- 去吧！墮落三人組（日语：ズッコケ三人組#アニメ『それいけ! ズッコケ三人組』）（玖辛奈公主）
- BLEACH（2004年—2007年，辮子幽靈、女孩子）
- 巖窟王（2004年—2005年，法蘭茲〈少年時期〉）

2005年
- 認真地不認真的怪傑佐羅力（2005年—2006年，米莉）
- 武器種族傳說（菲蘿〈菲雅滋芙＝愛可蘿裡爾〉）
- 黑貓（2005年—2006年，塔喵）
- CLUSTER EDGE（少女）
- 凱金 LEGEND OF DAIKU-MARYU（2005年—2006年，強武鑽的母親、羅紗副長）
- 名偵探柯南（2005年—2021年，藤堂老師、女性A、八木澤愛實、女、接待人員、尾上麻華、梅津泰子、女性鑑識員、今岡汀、油井英香）

2006年
- 決鬥大師系列（2006年—2007年，鬼怒川老師、史旺、少爺、七爺）3系列[系列 3]
- 陰守忍者（陰守衛〈少年時期〉）
- 甦醒的天空 -RESCUE WINGS-（日语：よみがえる空 -RESCUE WINGS-）（井上奈津子、主持人）
- 魔界戰記迪斯凱亞（艾特娜）
- The Third ～蒼之瞳的少女～（日语：ザ・サード）（拉札里）
- 怪醫美女RAY THE ANIMATION（莎耶香）
- 捉猴啦 ～On Air～（2006年—2007年，春香[16]、桃巫奇、猴子老師）2系列[系列 4]
- 麵包超人（2006年—2023年，蠶豆婆婆〈第2代〉、毛巾小子、木茼蒿公主〈代演〉、姬拉拉妹妹〈第3代〉、水晶公主〈第2代〉）
- 火影忍者（鞍馬八雲）
- 天保異聞 妖奇士（弟）

2007年
- 真仙魔大戰（安寧天女）
- 向陽素描（2007年—2008年，岸麻衣子）2系列[系列 5]
- 王牌投手 振臂高揮（2007年—2010年，三橋尚江、廣播）2系列[系列 6]
- 神奇寶貝鑽石&珍珠（電影宣傳單元旁白）

2008年
- 野良耳（日语：のらみみ）（更科）2系列[系列 7]
- 水晶之焰（日语：クリスタル ブレイズ）（祐子）
- 星際寶貝（2008年—2011年，太郎、利洛）3系列[系列 8]

2009年
- SOUL EATER（史坦〈少年時期〉）
- 鋼之鍊金術師 FULLMETAL ALCHEMIST（2009年—2010年，葛蕾希亞·休斯）

2010年
- 只想告訴你（片山遙）
- kiss×sis（母親）

2011年
- 偶像大師（天海春香的母親）

2012年
- BLACK★ROCK SHOOTER（小鳥遊優美的母親）

2014年
- （2014年—2023年，村瀨雛子、雷門早穗）3系列

2015年
- ONE PIECE（唐吉訶德·多弗朗明哥〈幼少時期〉）
- 創聖機械天使 LOGOS（灰吹陽〈幼少時期〉）

2016年
- 排球少年!! Second Season（中島愛）

2017年
- 哆啦A夢 (水田山葵版)（2017年—2024年，男子1、女孩子1、班上同學2、班上同學1、河童媽媽）
- 重啟咲良田（倉川真理的母親）

2018年
- 伊藤潤二驚選集（麻里江）
- 閃電十一人 戰神的天秤（基山辰也〈小時候〉）
- 我喜歡的妹妹不是妹妹（四葉）
- 傀儡馬戲團（2018年—2019年，湯姆、雪倫·蒙佛路）

2020年
- Asatir 未來的傳說故事（日语：アサティール 未来の昔ばなし）（瑪維婭）

2021年
- 神奇柑仔店（宇澤史郎）

2022年
- Delicious Party ♡ 光之美少女（2022年—2023年，麵麵[17]、芙羽心音的姑姑、喜屋武弘子、青椒大王[18]）[a]

2023年
- JoJo的奇妙冒險 石之海（恩里克·普奇（日语：エンリコ・プッチ）〈幼少時期〉）

### 電影動畫
1999年
- 生之喜悅（日语：ハッピーバースデー 命かがやく瞬間#アニメ映画）（野村真智子）
- 微星小超人：大激戰！微星小超人VS最強戰士戈爾貢（日语：ミクロマン・マグネパワーズ）（水澤麻美[19]）

2004年
- 霍爾的移動城堡

2005年
- 劇場版 神奇寶貝：夢幻與波導的勇者 路卡利歐（傑尼龜）

2006年
- 名偵探柯南：偵探們的鎮魂歌（CRY部員））
- 劇場版 神奇寶貝：神奇寶貝保育家與蒼海的王子 瑪納霏（傑尼龜）

2007年
- 麵包超人：玻露的泡泡球（哈基）

2008年
- 劇場版 鬼太郎 日本爆裂!!（日比野麻耶）

2014年
- 名偵探柯南：異次元的狙擊手（圖書館館員）

2016年
- 名偵探柯南：純黑的惡夢（主播）

2019年
- 魯邦三世：峰不二子的謊言（日语：LUPIN THE IIIRD 峰不二子の嘘）（珍[20]）

2022年
- 劇場版 Delicious Party ♡ 光之美少女 夢想的♡兒童套餐！（日语：映画 デリシャスパーティ♡プリキュア 夢みる♡お子さまランチ!）／我自己的孩子們的午餐（麵麵[21]）

2024年
- 名偵探柯南：100萬美元的五稜星（護理人員）

### OVA
1995年
- 未來超獸FOBIA（星野美佳）
- 樂勝！Hyper Doll（日语：楽勝!ハイパードール）（游泳池女性、情侶女性）

1996年
- GALL FORCE THE REVOLUTION（日语：ガルフォース）（1996年—1997年，艦員、副官、海螺員B、東部隊總司令）
- 愛天使傳說DX（女學生A）

1997年
- 紺碧艦隊 特別篇 蒼萊開發物語（女性工作人員）
- 銀河英雄傳說（菲力克斯·米塔邁耶）
- VS騎士檸檬汽水&40FRESH（操作員A）

1998年
- 魔法王國的俏皮小公主（日语：でたとこプリンセス）（來來）

2000年
- 勇者王我王凱牙FINAL（1999年—2003年，卯都木命[22]、皮爾納絲[23]）
- 青之6號（穆蒂奧等人）

2001年
- 夢幻遊戲 -永光傳-

2003年
- 新·北斗神拳（瑪因）

2005年
- 皮卡丘的鬼怪狂歡節（傑尼龜）

2006年
- 皮卡丘的淘氣島（傑尼龜）

2008年
- kiss×sis（母親）
- 名偵探柯南 MAGIC FILE2 工藤新一 迷之牆和黑色拉布犬事件（智美）

### 網路動畫
- 笑園漫畫大王（2000年，瀧野智）
- 幻影神奇寶貝的主謀者（2006年，傑尼龜）
- 神奇寶貝不可思議的迷宮空之探險隊！（日语：ポケモン不思議のダンジョン 出動ポケモン救助隊ガンバルズ!）（2007年，皮卡丘）
- 美少女戰士Crystal（2015年，卡拉貝拉絲）
- 裝刀凱 The Animation（日语：ソードガイ 装刀凱）（2018年，若葉）
- 伊藤潤二『Maniac』（2023年，香子[24]）

### 遊戲
1996年
- 花小路大作戰（日语：プリクラ大作戦）（奇拉拉）
- 恐怖校園（日语：トワイライトシンドローム）（岸井美加）2作品[系列 9]
- 女神異聞錄Persona（桐島英理子、黛雪野）
- 美少女纏組（日语：ファイアーウーマン纏組）（新藤圓）

1997年
- Cat the Ripper 第13位偵探（日语：Cat the Ripper 13人目の探偵士）
- 私立正義學園 英雄軍團（1997年—2000年，若葉日向[25]）3作品[系列 10]
- Digital Ange -網路天使SS（螺旋物語）（日语：電脳天使）（拉姆魯阿·奈德·雷格爾斯）

1998年
- 孃樣特急（日语：お嬢様特急）（千歳聰美）
- 風之丘公園（川奈深雪）
- Crisis Beat（菲蘇）
- 個人教授（日语：個人教授 (ゲーム)）（大貫亞弓）
- 新世代機器人戰記勇者聖戰（日语：新世代ロボット戦記ブレイブサーガ）（芹澤瞬兵）
- 戰國美少女 斬斷雲空!!（白鷺泉、櫻花）
- 旅遊派對 來一場畢業旅行吧（霧島佳澄）
- 東京23區制服WARS（神無月小夜）
- 南夢宮精選集2（日语：ナムコアンソロジー）
- 金牌女警2（黃木蓮）
- 少女之夢2（日语：ヒロイン・ドリーム）（御前靜）
- 初吻物語（日语：ファーストKiss☆物語）（藤澤優）
- 神奇傳說（日语：ファーランドシリーズ）（法姆）
- 誘惑辦公室戀愛課（日语：ゆうわくオフィス恋愛課）（霧島佳澄）
- 雪割花（小孩）

1999年
- 航空特技團系列（林管制官、轟翼）
- Spiritual Soul（天狼星）
- 戰國美少女 斬斷雲空!! ～春風之章～（由依、白鷺泉）
- 火魅子傳 ～戀解～（日语：火魅子伝 〜恋解〜）（兔音）
- 貓侍（基薩）
- 女神異聞錄2 罪（黛雪野）
- élan（要）

2000年
- 想見你… ～your smiles in my heart～（日语：あいたくて… 〜your smiles in my heart〜）（藍原響）
- 召喚夜響曲（卡西絲）
- 日昇英雄譚R（日语：サンライズ英雄譚）（卯都木命）
- 手機音樂大全集 volume.2（語音導覽）
- 勇者聖戰2（日语：ブレイブサーガ2）（芹澤瞬兵、卯都木命）

2001年
- 越南大戰X（梅格教官）[b]
- 機戰傭兵2：另一個時代（日语：アーマード・コア2 アナザーエイジ）（協同請求發送者）
- 火焰聖母 ～The Virgin on Megiddo～（日语：火焔聖母 〜The Virgin on Megiddo〜）（森口紫乃）
- 召喚夜響曲2（日语：サモンナイト2）（卡西絲、夏美）
- 妹妹公主（四葉）
- 超時空要塞M3（日语：マクロスM3）（摩拉蜜亞·吉翁（日语：マクロスM3））

2002年
- 通靈王 超·占事略決（馬琪）
- 英勇騎士 ～里貝蘭特英雄傳～（日语：Braveknight 〜リーヴェラント英雄伝〜）（米莉亞＝雷納斯）
- 波波羅克洛伊斯 最初的冒險（日语：ポポロクロイス はじまりの冒険）（露娜）
- RUNE（日语：RUNE (コンピュータゲーム)）（卡蒂亞·朱爾伯特）

2003年
- 地城英雄誌 日本語版（艾莉亞）
- SUNRISE WORLD WAR From 日昇英雄譚（美琴）
- 妹妹公主2（四葉）
- 妹妹公主 RePure（四葉）
- 通靈王 靈魂之戰（馬琪）
- 星海遊俠 直到時間的盡頭（日语：スターオーシャン Till the End of Time）（法琳、薇爾琪·碧雅德、米娜）
- 超級機器人大戰系列（2003年—2024年，卯都木命／機械新種、碧爾納斯、巴德里納特·哈查德）7作品[系列 11]
- 魔界戰記迪斯凱亞（艾特娜）

2004年
- 神奇機器競技場 嗶波猴終極熱戰（日语：ガチャメカスタジアム サルバト〜レ）（春香）
- 星海遊俠 直到時間的盡頭 導演剪輯版（法琳、薇爾琪·碧雅德、米娜）
- 幻域戰記（日语：ファントム・ブレイブ）（艾特娜）
- 波波羅克洛伊斯 月之戒律的冒險（日语：ポポロクロイス 月の掟の冒険）（露娜）

2005年
- 武器種族傳說 -翠風之劍-（菲蘿〈菲雅滋芙＝愛可蘿里爾〉）
- 影牢II -Dark illusion-（日语：影牢II -Dark illusion-）（女僕瑞秋）
- 新世紀勇者大戰（日语：新世紀勇者大戦）
- 幽靈王國（日语：ファントム・キングダム）（艾特娜）
- 拉吉亞達物語（日语：ラジアータ ストーリーズ）（愛爾笛露·拉榭爾）
- 俠盜銀河（MIO、馬克·波卡巧、獅子王）

2006年
- 捉猴啦 百萬猴軍勁爆大出擊（春香）
- 魔界戰記迪斯凱亞2（艾特娜）

2007年
- 星海遊俠1 初次啟航（薇爾琪·碧雅德）
- 信賴鈴音 ～蕭邦之夢～（法露潔特）

2008年
- 交錯刀鋒（日语：クロスエッジ）（艾特娜）
- 拼圖世界 ～大激鬥！拼圖戰鬥英雄～（艾特娜）
- 星海遊俠2 二次進化（薇爾琪·碧雅德）
- 任天堂明星大亂鬥系列（2008年—2018年，神奇寶貝訓練家〈男〉）2作品[系列 12]
- 普利尼 ～我當主角可以嗎？～（日语：プリニー 〜オレが主人公でイイんスか?〜）（艾特娜）
- 魔界戰記迪斯凱亞3（日语：魔界戦記ディスガイア3）（艾特娜）

2009年
- 星海遊俠4 -最後的希望-（薇爾琪·碧雅德）
- 魔界戰記迪斯凱亞 無限（日语：ディスガイア インフィニット）（艾特娜）
- 三重宇宙（日语：トリニティ・ユニバース）（艾特娜）
- Persona（桐島英理子、黛雪野）

2010年
- 星海遊俠4 -最後的希望- 國際版（薇爾琪·碧雅德）
- 普里尼2 ～特攻遊戲！破曉的內褲大作戰!!～（日语：プリニー2 〜特攻遊戯! 暁のパンツ大作戦ッス!!〜）（艾特娜）

2011年
- 女神異聞錄2 罪 INNOCENT SIN（黛雪野）
- 魔界戰記迪斯凱亞4（艾特娜）

2012年
- 時光旅行者（新道命〈小學生〉）

2013年
- 鬼武者Soul（若葉日向）
- 魔界戰記迪斯凱亞 D2（日语：ディスガイア D2）（艾特娜[26]）

2016年
- 召喚夜響曲6 消逝的境界（日语：サモンナイト6 失われた境界たち）（夏美[27]）
- 星海遊俠5 忠誠與背叛（薇爾琪·碧雅德[28]）
- 星海遊俠 回憶（日语：スターオーシャン:アナムネシス）（薇爾琪·碧雅德[29]、法琳）

2017年
- 星海遊俠4 最後的希望4K & Full HD 重製版（薇爾琪·碧雅德）

2018年
- 魔界大戰（艾特娜）

2019年
- 魔界戰記迪斯凱亞RPG（艾特娜[30]）
- 星海遊俠1 初次啟航R（薇爾琪·碧雅德）

2021年
- 魔界戰記迪斯凱亞6（艾特娜[31]）
- 破曉傳奇（菲亞莉）

2022年
- 星海遊俠6 神授之力（日语：スターオーシャン6 THE DIVINE FORCE）（薇爾琪·碧雅德[32]）

2023年
- 星海遊俠2 第二個故事R（薇爾琪·碧雅德[33]）

2024年
- 棕色塵埃2（米凱拉[34]）

### 廣播劇CD
- 愛我就是要說出來。（日语：晴天なり。）（吉峰靜太郎〈小時候〉）
- Anime店長B'店長候補生 日常業務（日语：アニメ店長B'店長候補生）（拉芙莉西亞蝶子）
- 武器種族傳說 同契 Re-No：2（菲蘿〈菲雅滋芙＝愛可蘿裡爾〉）
- 豔女醫生旻老師（日语：エン女医あきら先生） 廣播劇CD（野呂步）
- 氣象精靈記（日语：気象精霊記）（米莉·奧瑞亞諾·衙克摩）
  - 氣象精靈記 (1) 如何抑制暴雨
  - 氣象精靈記 (2) 如何創造合適的颱風
  - 氣象精靈記 (3) 如何與精靈共度時光
- 幻想大陸 廣播劇CD（察爾）
- 誕生祭奇談（日语：奇談シリーズ）（住岡峯子）
- 正義學園系列（若葉日向）
  - 私立正義學園 廣播劇專輯 ～被狙擊的太陽學園 熱血死鬥篇～
  - 私立正義學園 冒險廣播劇專輯 被狙擊的太陽學園 熱血偵探篇
- Sense Off ～a sacred story in the wind～（日语：Sense Off） 廣播劇CD（織永成瀨）
- 光劍星傳EX系列（普莉西絲·F·諾曼）
- 星海遊俠 直到時間的盡頭 Vol.1 新風的凱旋歌（日语：スターオーシャン Till the End of Time）（法琳）
- 旅遊派對 來一場畢業旅行吧 廣播劇CD（霧島佳澄）
- 永恆傳奇 THE ANIMATION 最後的夏天（米尼瑪）
- Twinkle Saber NOVA（日语：ティンクルセイバー#ドラマCD） 廣播劇CD（御堂亞紀）
- 幻域戰記（日语：ファントム・ブレイブ） 原聲廣播劇（艾特娜）
- 勇者宇宙索格雷達 有聲劇
  - Vol.1 冒險之風（2025年，卯都木命）[c]
  - Vol.2 覺醒的心之翼（2025年，芹澤瞬兵）[d]
- 女神異聞錄2 罪與罰 ～無盡的青春～（黛雪野）
- 魔界戰記迪斯凱亞系列（艾特娜）
  - 魔界戰記迪斯凱亞 廣播劇CD
  - 魔界戰記迪斯凱亞2 廣播劇CD1 ～魔王降臨篇～
  - 魔界戰記迪斯凱亞2 廣播劇CD2 ～魔界騷亂篇～
- 女神異聞錄Persona（黛雪野）
- 勇者王我王凱牙系列（卯都木命）
  - 廣播劇特別篇1 ～生化人誕生～
  - 廣播劇特別篇2 ～機器人闇酷冒險記～
  - 廣播劇特別篇3 ～最強勇者美女軍團～
  - 廣播劇特別篇4 ～永遠的ID5…～
- 欲望與愛情之旅系列（唯野七葉）
  - 欲望與愛情之旅 廣播劇CD
  - 欲望與愛情之旅 廣播劇CD II
- 浪漫冒險（日语：Landreaall） -歡迎來到巴爾音樂劇！-（洛洛特）

### 外語配音

#### 電影
- 髒話（英语：Bad Words (film)）（柴坦亞·喬普拉〈羅漢·錢德（英语：Rohan Chand）〉）
- 魔法童話夜
- 墨攻（小肖的姊姊）
- 十二月男孩（斯帕克〈克里斯蒂安·拜爾斯〉）
- 情竇初開（羅絲瑪莉·特萊斯科）
- 波特小姐：比得兔的誕生（英语：Miss Potter）（少女時期的貝阿特麗克斯）
- 魔咒女王
- 脫衣舞娘（安吉拉·格蘭特〈魯默·威利斯〉）※朝日電視台版。
- 會計師
- 屍蹤狂想曲（英语：The Big White）（蒂芬妮〈艾莉森·拉曼（英语：Alison Lohman）〉）
- 獵殺（英语：The Hunted (2003 film)）（洛雷塔·克拉維茨）※影碟版。
- 神鬼傳奇2（艾力克斯·歐康諾〈佛瑞迪·鮑斯（英语：Freddie Boath）〉）※富士電視台版。
- 千機變（Gypsy〈鍾欣潼〉）
- 千機變II之花都大戰（藍翎〈鍾欣潼〉）

#### 電視影集
- 和我女兒約會的八大守則（英语：8 Simple Rules）（珍娜·夏普）
- 愛上女主播（趙招弟）
- 犯罪心理 (第4季)（丹尼·墨菲）
- CSI犯罪現場 (第11季)（卡姆林）
- CSI犯罪現場：邁阿密 (第10季)
- 玩偶特工
- 吉爾莫女孩
- 愛卡莉（奈維爾·帕帕曼、特麗娜）
- 靈媒緝凶（布里奇特·杜波依斯〈瑪利亞·拉克（英语：Feodor Lark）〉）[e]
- 私人診所 (第3季)（丹尼爾）
- 春日華爾滋（康古）
- 絕對陰謀（英语：State of Play (TV serial)）（索尼婭·貝克）
- 記憶神探（莫莉）
- 內衣皇后（英语：Veronica's Closet）（克洛伊〈瑪麗·萊恩·萊傑斯庫〉）
- 勝利之歌（托里·維加〈丹妮埃拉·莫内特〉）

#### 動畫
- 探險活寶（寶妹）
- 由姜說的話（英语：As Told by Ginger）（姜·富特利）
- 芭比與胡桃鉗的夢幻之旅（湯米）
- 史酷比沒在怕（英语：Be Cool, Scooby-Doo!）（葳瑪·丁克萊（英语：Velma Dinkley））
- 好奇猴喬治（英语：Curious George (TV series)）
- 芬妮的魔法鞋（英语：Franny's Feet）（露娜）
- 粉紅豬小妹（蘇西）
- 新史酷比與爭斗秀（英语：The New Scooby Doo Mysteries）（葳瑪·丁克萊）

### 特攝影集
- B-Fighter Kabuto（1996年—1997年，畢特的聲音）
- 冒險！機械喇叭號（日语：ぼうけん!メカラッパ号）（2000年，拉克的聲音）[f]</ref>
- 假面騎士Decade（2009年，新聞主播的聲音）

### 玩具
- B-Fighter Kabuto 指令語音器和昆蟲指揮官組合 完整版（2023年2月）

### 其它
- 恐怖校園 究明篇（日语：トワイライトシンドローム）廣告
- 私立正義學園 熱血青春日記2廣告
- 妹妹公主情人節派對（2001年）
- 柯尼卡美能達天文館（日语：コニカミノルタプラネタリウム）「日全食節目特輯 地球消失了!? 7.22是日全食之日」（2009年春天，旁白）
- 未來文庫頻道（日语：集英社みらい文庫#みらい文庫ちゃんねる）
  - 【熱血】介紹一部動畫風格的熱血足球小說！（2018年，日向純）
  - 【必聽】很受歡迎的FC6年1班容易上手背誦！（2018年，日向純）
- LisBo（日语：LisBo）
  - Crescendo（日语：クレシェンド (オーディオドラマ)） 序章 花祭之夜（2019年[35]，尤里[36]）
  - Crescendo 第四章 啟程（2019年[37]，尤里[37]）* 面具音樂劇『Delicious Party ♡ 光之美少女 夢想舞台』（2022年，麵麵[38]）

## 腳註

## 外部連結
- 半場友惠｜ARTSVISION （日語）
- （日語）
- 半場友惠的X（前Twitter） （日語）